# Peter Desaga
Peter Desaga (14 de marzo de 1812 - después de 1879) fue un químico asistente de laboratorio. Desarrolló en 1854 junto a Robert Wilhelm Bunsen el mechero Bunsen, una mejora en los quemadores de laboratorio entonces en uso. Trabajó como desarrollador de instrumentación en la universidad de Heidelberg, en 1855 perfeccionó un diseño anterior de quemador, desarrollado por Michael Faraday, obteniendo el que sería conocido como mechero Bunsen, el cual era esencial para la espectroscopia.